# Brigada de demolició
Brigada de demolició  (títol original en anglès: The Wrecking Crew) és una pel·lícula estatunidenca dirigida per Phil Karlson i estrenada el 1969. Ha estat doblada al català.

## Argument
L'agent de contraespionatge estatunidenc Matt Helm és encarregat pel govern de detenir el comte Contini que ha provocat una crisi financera mundial amagant or equivalent d'1 milió de dòlars. S'assigna a Matt l'agent britànica Freya Carlson que crearà més problemes que no en resoldrà...

## Repartiment
- Dean Martin: Matt Helm
- Elke Sommer: Linka Karensky
- Sharon Tate: Freya Carlson
- Nancy Kwan: Wen Yurang
- Nigel Green: el comte Contini
- Tina Louise: Lola Medina
- John Larch: « Mac » MacDonald
- John Brascia: Karl
- Wilhelm von Homburg: Gregor

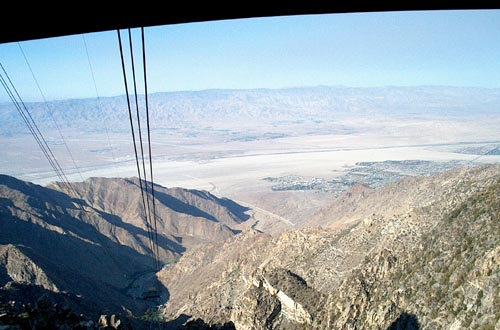
Estació del telefèric de Palm Springs, lloc de rodatge exterior.

- Chuck Norris: home a « La casa de les 7 joies »

## Al voltant de la pel·lícula
- Primera pel·lícula de Chuck Norris.
- Bruce Lee ha coreografiat alguns combats, com el que hi ha entre Sharon Tate i Nancy Kwan.